# Shemurshinsky (huyện)
Huyện Shemurshinsky (tiếng Nga: ? райо́н) là một huyện hành chính tự quản (raion), của Chuvashia, Nga. Huyện có diện tích 799 km², dân số thời điểm ngày 1 tháng 1 năm 2000 là 17100 người. Trung tâm của huyện đóng ở Shemursha.